# Medie armonică
Dacă a și b sunt numere reale pozitive media armonică a acestora reprezintă inversul mediei aritmetice a inverselor numerelor și este egală cu:
{\displaystyle m_{h}} = {\displaystyle {2 \over {{1 \over a}+{1 \over b}}}={2\cdot a\cdot b \over a+b}}
- Generalizare : pentru n numere reale pozitive {\displaystyle x_{1}}, {\displaystyle x_{2}}, ..., {\displaystyle x_{n}} formula mediei armonice este {\displaystyle m_{h}} = {\displaystyle n \over {{1 \over x_{1}}+{1 \over x_{2}}+...+{1 \over x_{n}}}}